# لویشینگ
لویشینگ (به آلمانی: Loiching) یک شهر در آلمان است که در دینگولفینگ-لینداو واقع شده‌است.

## خصوصیات
لویشینگ ۳۸٫۹۳ کیلومترمربع مساحت دارد ۳۸۵ متر بالاتر از سطح دریا واقع شده‌است.